# Gaetano Donizetti
Gaetano Donizetti (født 29. november 1797 i Bergamo, død 8. april 1848 sammesteds) var en italiensk komponist.
Han begyndte sin musikalske karriere som musiker i et militærorkester, og det var først da hans fjerde opera havde haft succes i Rom, at han som 25-årig helt kunne hellige sig at skrive for teateret.
Han skrev 62 operaer og 12 strygekvartetter. 
Han fik sit gennembrud med operaen Anna Bolena i 1830, siden fulgte Elskovsdrikken (1832; heri arien "Una furtiva lagrima"), Lucrezia Borgia (1833), Lucia di Lammermoor (1835), Regimentets Datter (1840) og Don Pasquale (1843) m.v.

## Donizettis operaer
- Il Pigmalione (1816)
- Enrico di Borgogna (1818)
- Una follia (1818) (tabt)
- Le nozze in villa (1821?)
- Il falegname di Livonia, ossia Pietro il grande (1819)
- Zoraïda di Granata (1822)
- La zingara (1822)
- La lettera anonima (1822)
- Chiara e Serafina, ossia I pirati (1822)
- Alfredo il grande (1823)
- Il fortunato inganno (1823)
- Zoraïda di Granata [revideret] (1824)
- L'ajo nell'imbarazzo (1824)
- Emilia di Liverpool (1824) (L'eremitaggio di Liverpool)
- Alahor in Granata (1826)
- Don Gregorio [revision af L'ajo nell'imbarazzo] (1826)
- Elvida (1826)
- Gabriella di Vergy (1826; 1869) (Gabriella)
- Olivo e Pasquale (1827)
- Olivo e Pasquale [revideret] (1827)
- Otto mesi in due ore (1827)
- Il borgomastro di Saardam (1827)
- Le convenienze teatrali (1827)
- L'esule di Roma, ossia Il proscritto (1828)
- Emilia di Liverpool [revideret] (1828)
- Alina, regina di Golconda (1828)
- Gianni di Calais (1828)
- Il paria (1829)
- Il giovedi grasso (1829?) (Il nuovo Pourceaugnac)
- Il castello di Kenilworth (1829)
- Alina, regina di Golconda [revideret] (1829)
- I pazzi per progetto (1830)
- Il diluvio universale (1830)
- Imelda de' Lambertazzi (1830)
- Anna Bolena (1830)
- Le convenienze ed inconvenienze teatrali [revision af Le convenienze teatrali] (1831)
- Gianni di Parigi (1831; 1839)
- Francesca di Foix (1831)
- La romanziera e l'uomo nero (1831) (librettoen tabt)
- Fausta (1832)
- Ugo, conte di Parigi (1832)
- L'elisir d'amore (1832)
- Sancia di Castiglia (1832)
- Il furioso all'isola di San Domingo (1833)
- Otto mesi in due ore [revideret] (1833)
- Parisina (1833)
- Torquato Tasso (1833)
- Lucrezia Borgia (1833)
- Il diluvio universale [revideret] (1834)
- Rosmonda d'Inghilterra (1834)
- Maria Stuarda [revideret] (1834) (Buondelmonte)
- Gemma di Vergy (1834)
- Maria Stuarda (1835)
- Marin Faliero (1835)
- Lucia di Lammermoor (1835)
- Belisario (1836)
- Il campanello di notte (1836)
- Betly, o La capanna svizzera (1836)
- L'assedio di Calais (1836)
- Pia de' Tolomei (1837)
- Pia de' Tolomei [revideret] (1837)
- Betly [revideret] ((1837)
- Roberto Devereux (1837)
- Maria de Rudenz (1838)
- Gabriella di Vergy [revideret] (1838; 1978 optagelse)
- Poliuto (1838; 1848)
- Pia de' Tolomei [revideret for 2. gang] (1838)
- Lucie de Lammermoor [revision af Lucia di Lammermoor] (1839)
- Le duc d'Albe (1839; 1882) (Il duca d'Alba)
- Lucrezia Borgia [revideret] (1840)
- Poliuto [revideret] (1840) (Les martyrs)
- La fille du régiment (1840)
- L'ange de Nisida (1839)
- Lucrezia Borgia [revideret for 2. gang] (1840)
- La favorite [revision af L'ange de Nisida] (1840)
- Adelia (1841)
- Rita, ou Le mari battu (1841; 1860) (Deux hommes et une femme)
- Maria Padilla (1841)
- Linda di Chamounix (1842)
- Linda di Chamounix [revideret] (1842)
- Caterina Cornaro (1844)
- Don Pasquale (1843)
- Maria di Rohan (1843)
- Dom Sébastien (1843)
- Dom Sébastien [revideret] (1845)